# Браунинг, Трейси
Трейси Браунинг (англ. Tracey Browning; род. 7 декабря 1963 года в Маккае, Виктория, Австралия) — австралийская профессиональная баскетболистка, выступала в женской национальной баскетбольной лиге (ЖНБЛ). Выиграла пять чемпионских титулов женской НБЛ кряду в составе двух разных команд (1985—1989). Играла на позиции атакующего защитника. В составе национальной сборной Австралии участвовала на чемпионате мира 1990 года в Малайзии.

## Ранние годы
Трейси Браунинг родилась 7 декабря 1963 года в небольшом городке Маккай (штат Виктория).